# Calophyllum inophyllum
Таману, бітаог, олександрійський лавр (Calophyllum inophyllum) — вид рослин родини Calophyllaceae.

## Будова
Середнього розміру вічнозелене дерево з широкою кроною. Росте повільно до 25 м висоти. Стовбур короткий покручений до 150 см в діаметрі. Усі частини рослини містять жовтуватий латекс. Доросле дерево може давати 50 кг насіння та 18 кг олії щороку.

## Життєвий цикл
Квітне та плодоносить цілий рік. Насіння розноситься морськими течіями та кажанами.

## Поширення та середовище існування
Зростає у прибережній зоні Індійського та Тихого океану від східної Африки до Океанії.

## Практичне використання
З насіння виробляють олію, що має назву «таману» чи «фораха». Олія таману містить багато біологічно активних інгредієнтів: три типи ліпідів, нейтральні жири (триацілгліцерини, гліколіпіди і фосфоліпіди), а також вільні жирні кислоти, стероли, терпеноїди та лактони, калофілову кислоту. Використовують в косметиці та медицині, оскільки олія таману завдяки надзвичайній регенеруючій здатності та високій протизапальній активності сприяє загоєнню ран, опіків, шрамів, відновлює зруйновані капіляри і текстуру пошкодженої шкіри. Олія таману знижує роздратування шкіри, а також є активним зволожувачем.
Дим від спалювання зрілих плодів відлякує комарів.
М'якоть нестиглих плодів їстівна, проте зрілі плоди містять токсичні речовини.
Вирощується як декоративна рослина через свої білі квіти з приємним запахом, що нагадує цвітіння апельсину.

## Галерея

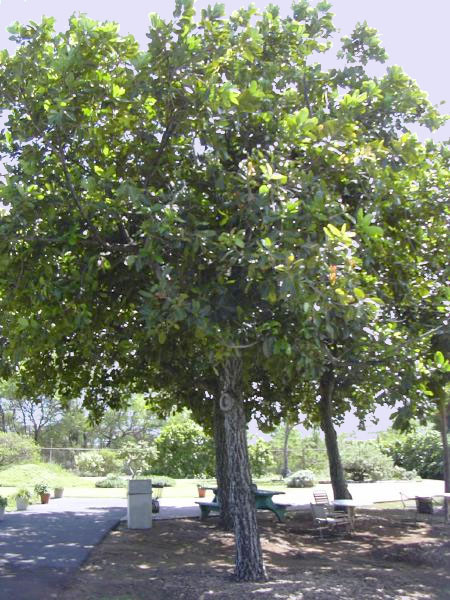
Загальний вигляд
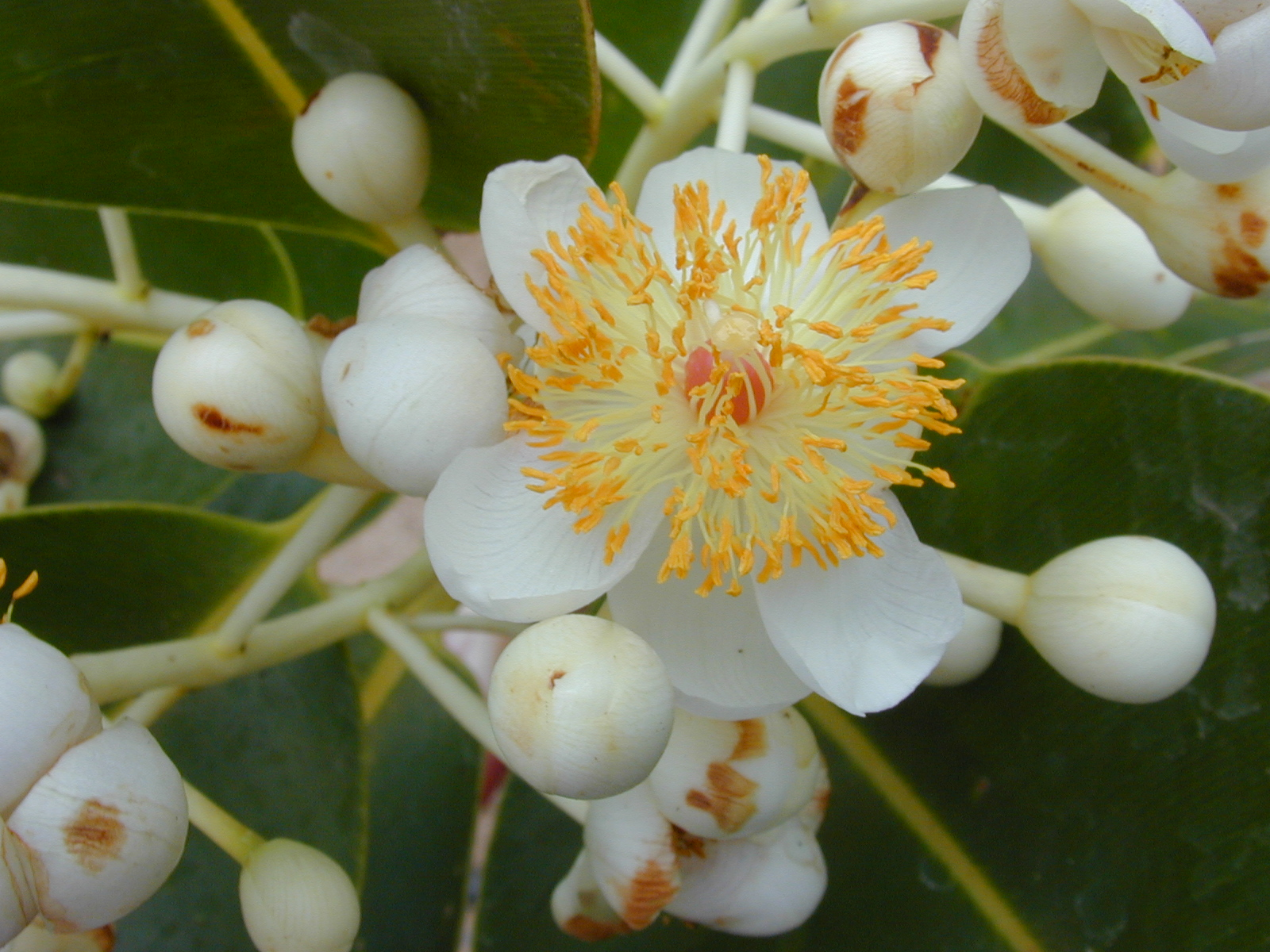
Квіти
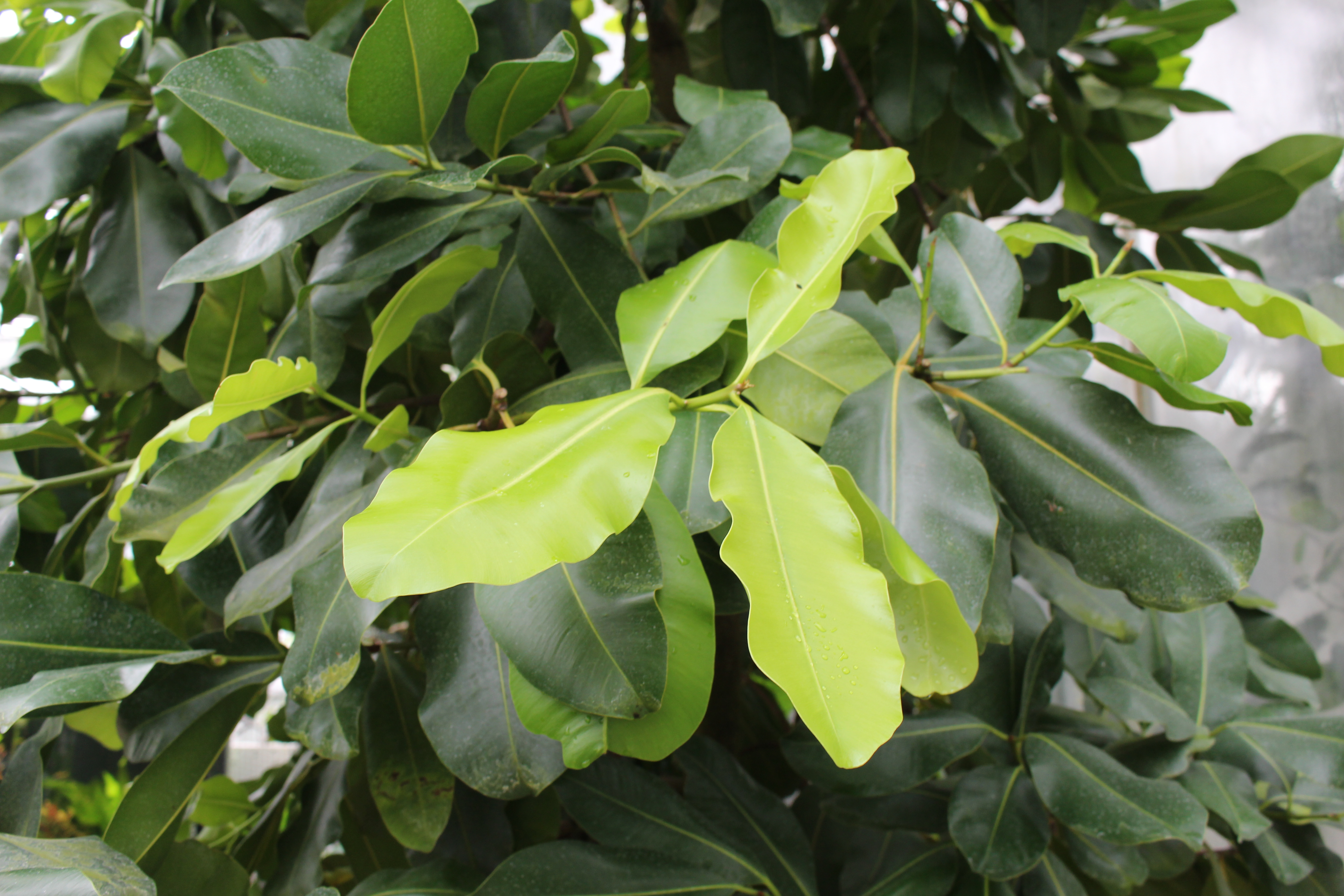
Листя
Плоди